# Horsten (Stadskanaal)
Horsten is een gehucht in de gemeente Stadskanaal in de provincie Groningen. Het gehucht ligt ten oosten van Musselkanaal.
Horsten bestaat uit een weg die parallel loopt aan het Musselkanaal en het A.G. Wildervanckkanaal. De naam verwijst naar horst, een begroeide hoogte. Het gehucht ligt op een oude zandrug in het veengebied.
Het gehucht is ouder dan Musselkanaal. Toen het gebied ontgonnen werd ontstond de eerste bebouwing op de oude zandrug in 1841. Pas later werd langs het kanaal gegraven en ontstond Musselkanaal.